# 洋泾街道
洋泾街道是中国上海市浦东新区下辖的一个街道，因流经辖区的河流洋泾港（也称“北洋泾浜”）而得名。面积7.38平方公里。户籍人口10.5万人（2008年）。基本四至，北至黄浦江，南至杨高中路，东至罗山路，西至源深路。

## 行政区划
洋泾街道下辖：

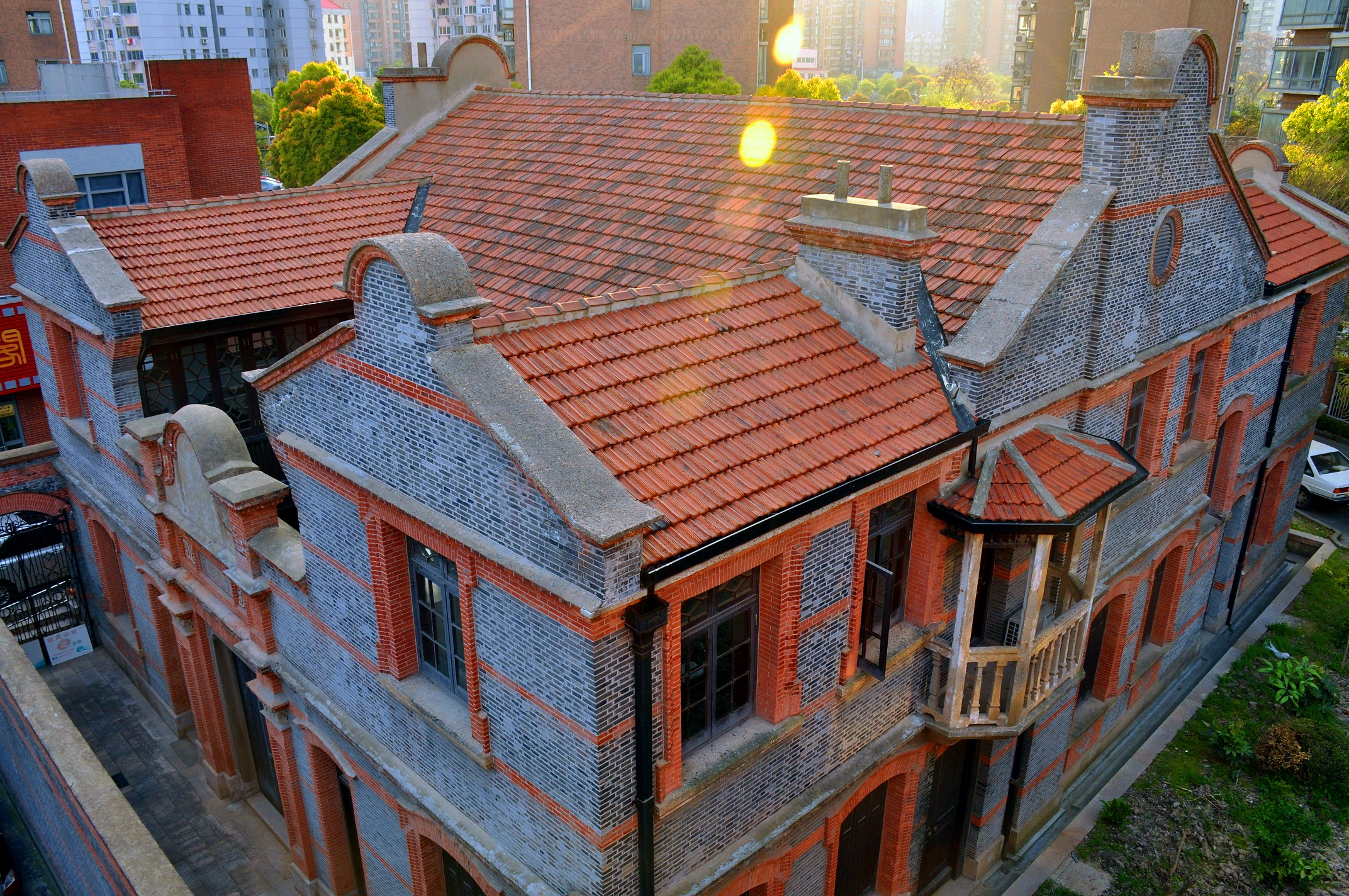
洋泾农业银行旧址

名门世家居委会、西镇居委会、阳光二村居委会、阳光三村居委会、海院新村居委会、泾西新村居委会、泾东新村居委会、巨野路居委会、博山路居委会、栖山路居委会、巨西居委会、桃林一居委会、巨东居委会、羽北居委会、凌高居委会、凌联一村居委会、凌联三村居委会、凌联四村居委会、桃林二居委会、星海居委会、崮山第二居委会、陆家嘴花园居委会、崮山路第一居委会、崮洋居委会、羽洋居委会、森洋居委会、民杨居委会、巨杨居委会、永安居委会、海防居委会、盛世年华居委会、第五大道居委会、国际华城居委会、维多利居委会、玫瑰园居委会、海弘居委会、山水国际居委会、上海滩花园居委会。

## 轨道交通
运营线路
- █ 6号线：源深体育中心 - 民生路  █ 18号线  - 北洋泾路
- █ 9号线：杨高中路  █ 18号线 - 芳甸路
- █ 14号线：源深路 - 昌邑路  █ 18号线 - 歇浦路
- █ 18号线：杨高中路  █ 9号线 - 民生路  █ 6号线 - 昌邑路  █ 14号线